# 普雷利茨-图拉赫
普雷利茨-图拉赫是奥地利施蒂利亚州穆劳县的一个市镇。总面积150.12平方公里，总人口896人，人口密度6.0人/平方公里（2005年）。